# Augusto Ferrer-Dalmau
Pour les articles homonymes, voir Ferrer et Dalmau.
Augusto Ferrer-Dalmau, né le 20 janvier 1964 à Barcelone, est un peintre espagnol. Il s'inscrit dans un courant du réalisme et de la peinture historique. Il est spécialisé dans les tableaux équestres militaires, qui représentent la plupart du temps de nombreux aspects et époques des Forces armées espagnoles. L'artiste fait preuve d'un grand naturalisme, porte une attention particulière aux détails et utilise un point de vue épique et idéalisé.

## Biographie et œuvre
Augusto Ferrer-Dalmau naît au sein d'une famille bourgeoise catalane et fait ses études à l'école jésuite de San Ignacio de Sarriá. À la fin des années 1980, il travaille comme designer textile pour de nombreuses entreprises, tout en conservant son penchant particulier pour la peinture à l'huile. Sa vocation pour la carrière militaire l’amène depuis qu'il est très jeune à peindre sur ce thème, bien que ses premiers travaux indépendants et autodidactes soient des paysages, et plus particulièrement des marines.
Plus tard, inspiré par l’œuvre d'Antonio López García, il se concentre sur les ambiances urbaines et capte dans ses toiles les coins de son Barcelone natal. Il expose dans des galeries d'art, récolte de nombreux succès et de bonnes critiques. Les œuvres de cette époque sont rangées dans une monographie du peintre ainsi que dans plusieurs livres généraux sur l'art contemporain. À la fin des années 1990, Augusto Ferrer-Dalmau décide de se spécialiser dans la thématique historico-militaire et il entreprend la réalisation de toiles où le paysage se mélange avec des éléments militaires, comme des soldats, ou encore la chevalerie.
Installé à Madrid depuis 2010, l'artiste a collaboré avec différentes maisons d'édition, associations, institutions, et entités spécialisées dans la reconstitution historique militaire d'Espagne. En tant qu'homme engagé dans la culture et l'art, Augusto Ferrer-Dalmau a lancé une nouvelle revue, FD Magazine. Il y aborde l'histoire de l'Espagne et de sa population depuis une perspective artistique et sociale. Ses peintures illustrent de nombreux livres, mais aussi des couvertures, des revues, plus particulièrement à propos de l'histoire. De nombreuses monographies ont été publiées sur son œuvre.
Ferrer-Dalmau est allé sur les théâtres d'opérations de conflits internationaux comme l'Afghanistan et le Liban, faisant des esquisses, prenant des notes et peignant. Il a cohabité avec les troupes espagnoles de la FIAS (Force Internationale d'Assistance et de Sécurité) en 2012, et en 2014 avec les Forces armées géorgiennes dans la province de Helmand. Le peintre a partagé des expériences avec le contingent de la ASPFOR XXXI, formé sur la base de la Brigade Parachutiste, à Qala i Naw et au poste avancé de combat Ricketts, à Moqur. C'est la première fois qu'un peintre espagnol participe à une mission à l'extérieur pour collaborer avec le Ministère de la Défense. Pourtant ce n'est pas une pratique exceptionnelle puisque d'autres armées ont des artistes de guerre, comme le Corps de Marines des États-Unis, qui a actuellement trois artistes officiels, dont Michael D. Fay, président de The International Society of War Artists, dont est membre Augusto Ferrer-Dalmau. En 2013, le peintre réalise et offre à l'Armée de Terre La Patrouille « en hommage à la mission [qu'il a suivie] et à l'armée espagnole ». En mai 2016, il peint les troupes espagnoles pendant la mission au Liban.
En 2010, Augusto Ferrer-Dalmau part de Catalogne à cause des pressions nationalistes. Le peintre exprime son rejet du nationalisme catalan en affirmant : « Je me sens très catalan et très espagnol, (...) Beaucoup de catalans en ont assez du nationalisme. ».

## Expositions
En plus des collections particulières, son œuvre peut être observée dans de nombreux musées, comme le Musée de la Garde Royale (Madrid), le Musée de l'Armée, le Musée de l'académie militaire générale (Saragosse), le Musée de l'académie de la chevalerie (Valladolid), l'Académie des ingénieurs de Hoyo de Manzanares (Madrid), le Musée naval de Madrid,, le Musée de l'Intendance (Ávila), l'École militaire navale de Marín (Pontevedra) et le Musée de l'art moderne de la République de Géorgie ainsi que dans les salles historiques d'unités militaires et au Palais royal de Valladolid.
Tout au long de sa carrière, il a réalisé des expositions individuelles dans des galeries privées à Barcelone, Madrid, Londres, Paris et New-York, ainsi que dans des centres officiels comme :
- Musée de l'Armée (Tolède)[22],[23],[24],
- Palais de la capitainerie (Saragosse)[25],[26],
- Palais royal de Valladolid[27],[28],
- Palais de la Audiencia (Soria)[29],
- Musée provincial de Pontevedra[30],
- Château de San Fernando (Figueras),
- Palais de Buenavista (Madrid),
- Palais de L'état major des Canaries (Tenerife)[31],[32],
- Palais militaire de Las Palmas de Gran Canaria[33],
- Château de Santa Catalina (Cadix)[34],
- Palais de capitainerie de Barcelone[35],
- Palais des Conseils de Madrid[36],[37],[38],
- Palais provincial d'Alicante,
- Salle d'exposition de l'Hôtel de ville de Valladolid[39],[40],
- Palais de Miramar (Saint-Sébastien)[41],
- Musée romain Oiasso (Irun)[42],
- Palais de capitainerie de La Corogne[43],
- Palais des cigognes (Cáceres)[44],
- Centre culturel Amaia (Irun)[45],
- Conférence internationale de défense et de sécurité en Géorgie[46],
- Exposition du Chemin espagnol à Strasbourg, Bruxelles, Besançon et Bréda[47],
- Salle du trône de la Comandancia General (Ceuta),
- Oratoire Philippe Néri (Cordoue)[48],
- Musée de la bataille (Bailén)[49],
- Salle de réception de la Mairie de Valladolid[50],
- Chambre de la culture du Palais de Capitainerie de Badajoz[51],
- Centre culturel Saint Augustin (Osma),
- La Casa América (Madrid)[52],
- Église San Andelino de Bolduque (Hollande)[53],
- Palais Sainte Barbara (Madrid)[54].

## Prix et distinctions

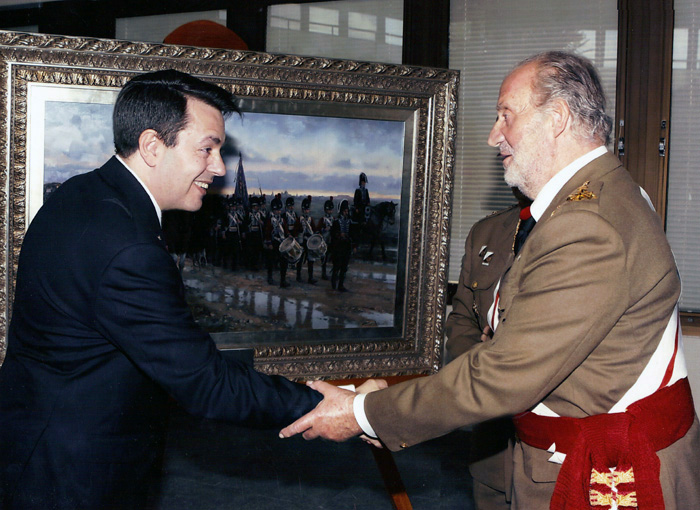
L’artiste congratulé par le roi Juan Carlos Ier (2013).

Augusto Ferrer-Dalmau a été récompensé par de nombreux prix et distinctions pour son parcours artistique et pour la diffusion de l'histoire militaire. On peut noter parmi ces récompenses :
- Académicien de l'Académie Royale des Beaux Arts de Santa Isabela de Hungría (Seville)[55],
- Commandant de l'Ordre du Mérite Civil,
- Médaille d'Or et de diamants taillés des Arts Art Priest[56],
- Croix d'argent de l'Ordre du Mérite de la Guardia Civil[57],[58],[59],
- Croix du Mérite Naval avec insigne blanc[60],
- Médaille ''General Kvinitadze'' de la République de Géorgie[61],
- Académicien titulaire de l'Académie de la Diplomatie[62],[63],
- Membre de The International Society of War Artists[64],
- Croix de l'Ordre du Mérite Policier avec insigne blanc,
- Diplôme de l'Inspection Générale de l'Armée[65],
- Médaille du Mérite de la Protection Civile avec insigne blanc,
- Hallebardier d'honneur de la Garde Royale[66],
- Grande Croix de Chevalier de l'Ordre Impérial de Charles V[67],[68],
- Armes de Bourgogne de la Société Héraldique Espagnole[69],
- Prix Sabino Fernández Campo ABC et BBVA[70],
- Prix national «Cultura viva» des arts plastiques[71],
- Prix «Mariblanca» de la Maison de Madrid à Barcelone[72],
- Prix de peinture «Racimo»[73],
- Prix de La Brigade d'Infanterie Légère Aérotransportée «Galicia» VII,
- Titre «Animosus Dux» de la Brigade d'Infanterie Mécanisée «Extremadura» XI[74],
- Hussard honorifique du Régiment Pavía,
- Membre d'honneur de l'Association culturelle des Sièges (Saragosse)[75],
- Membre d'honneur du Cercle des Amis des Forces Armées (Jaén)[76],
- Regular d'honneur du G. R. Melilla,
- Ordre du Régiment d'Infanterie (Asturies),
- Artilleur honorifique du RACA20,
- Encomienda de l'Association de sous-officiers Duc d'Ahumada,
- Lancier d'honneur du Régiment de Cavalerie Espagnole,
- Soldat Armé d'honneur de la Brigade Armée Guadarrama XII[77],
- Lancier d'honneur du Régiment de Cavalerie de Farnesio,
- Chasseur honorifique du Régiment de Chasseurs de Montagne América n°66[78],
- Chasseur honorifique du Régiment d'Alcántara[79],
- Arquebusier d'honneur du Régiment d'Infanterie Légère Soria n°9,
- Médaille du 350e Anniversaire du Régiment d'Infanterie (Asturies)[80].

Un prix, créé en 2015 dans le but de promouvoir l'harmonie entre les peuples à travers la culture, porte également son nom.
Augusto Ferrer-Dalmau est récompensé en 2022 de la Médaille d'or du mérite des beaux-arts, décernée par le Ministère de l'Éducation, de la Culture et des Sports espagnol.

## Galerie

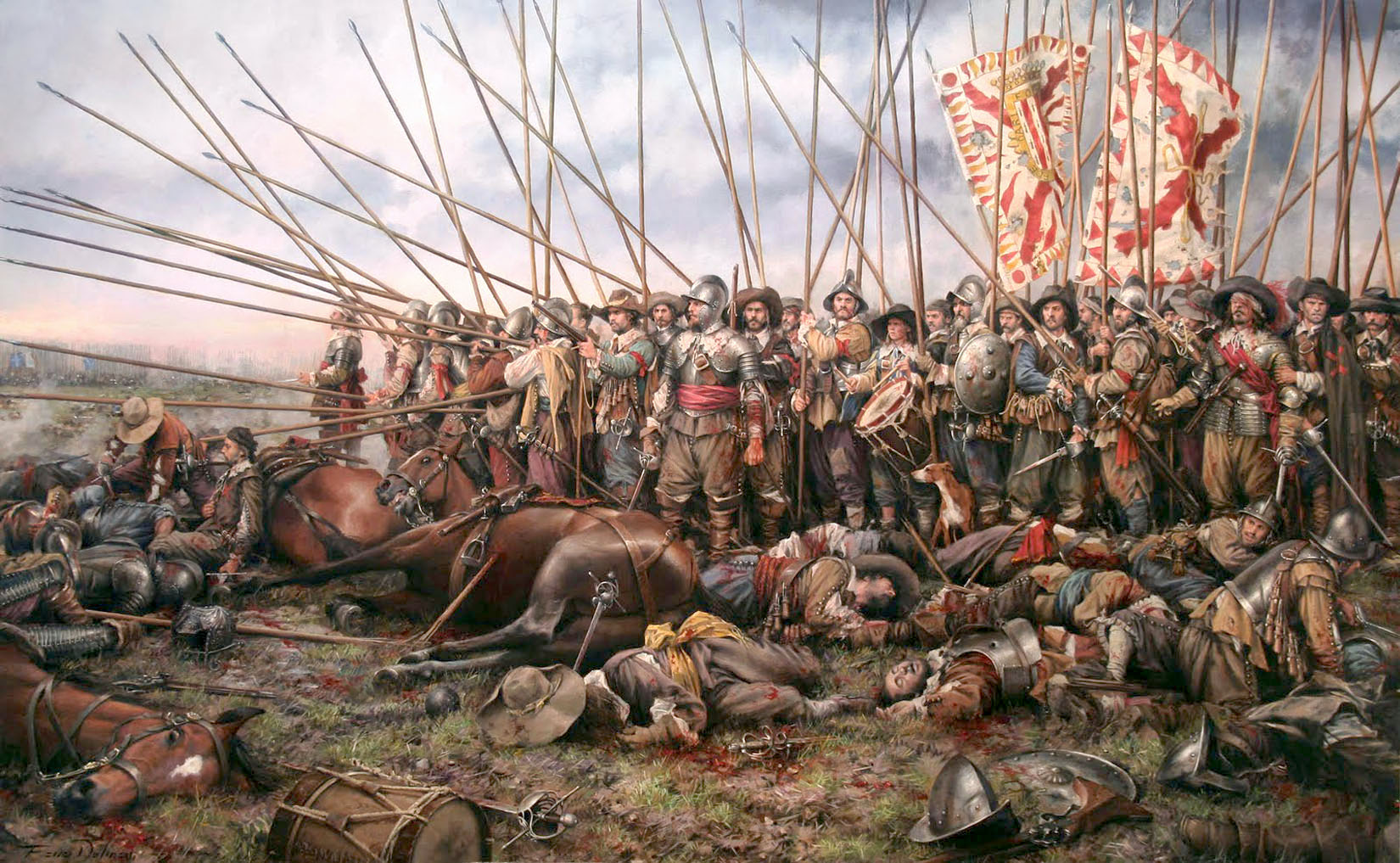
Rocroi, le dernier tercio (2011)
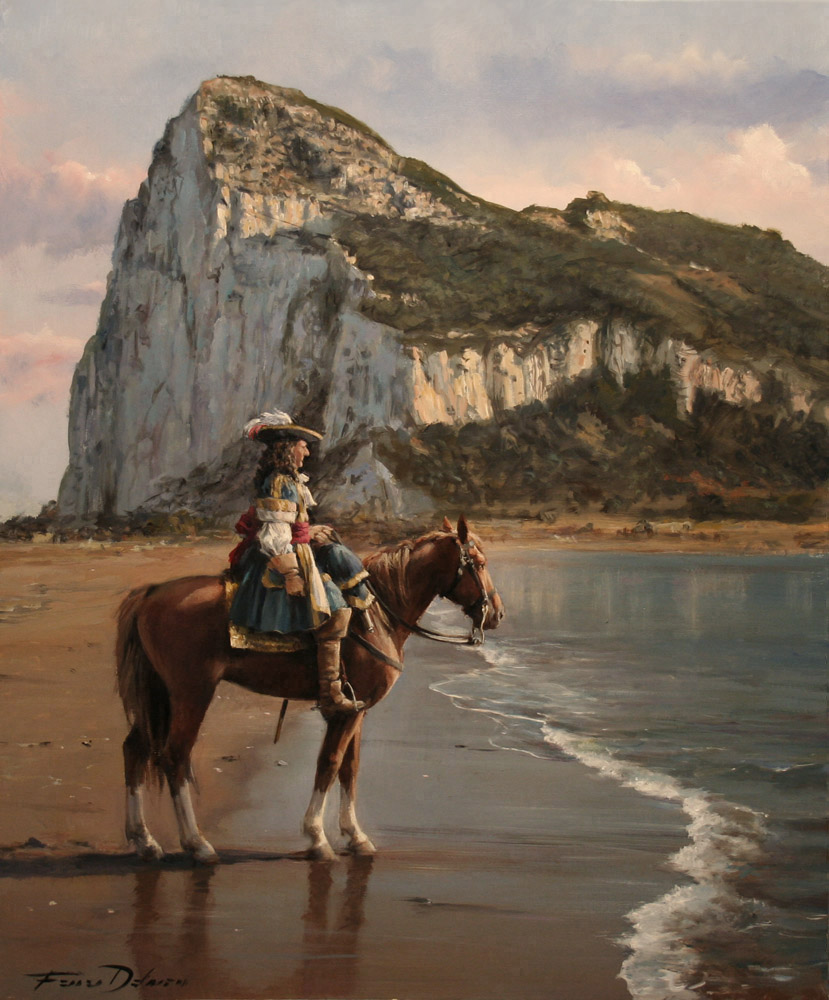
El último de Gibraltar (2011)
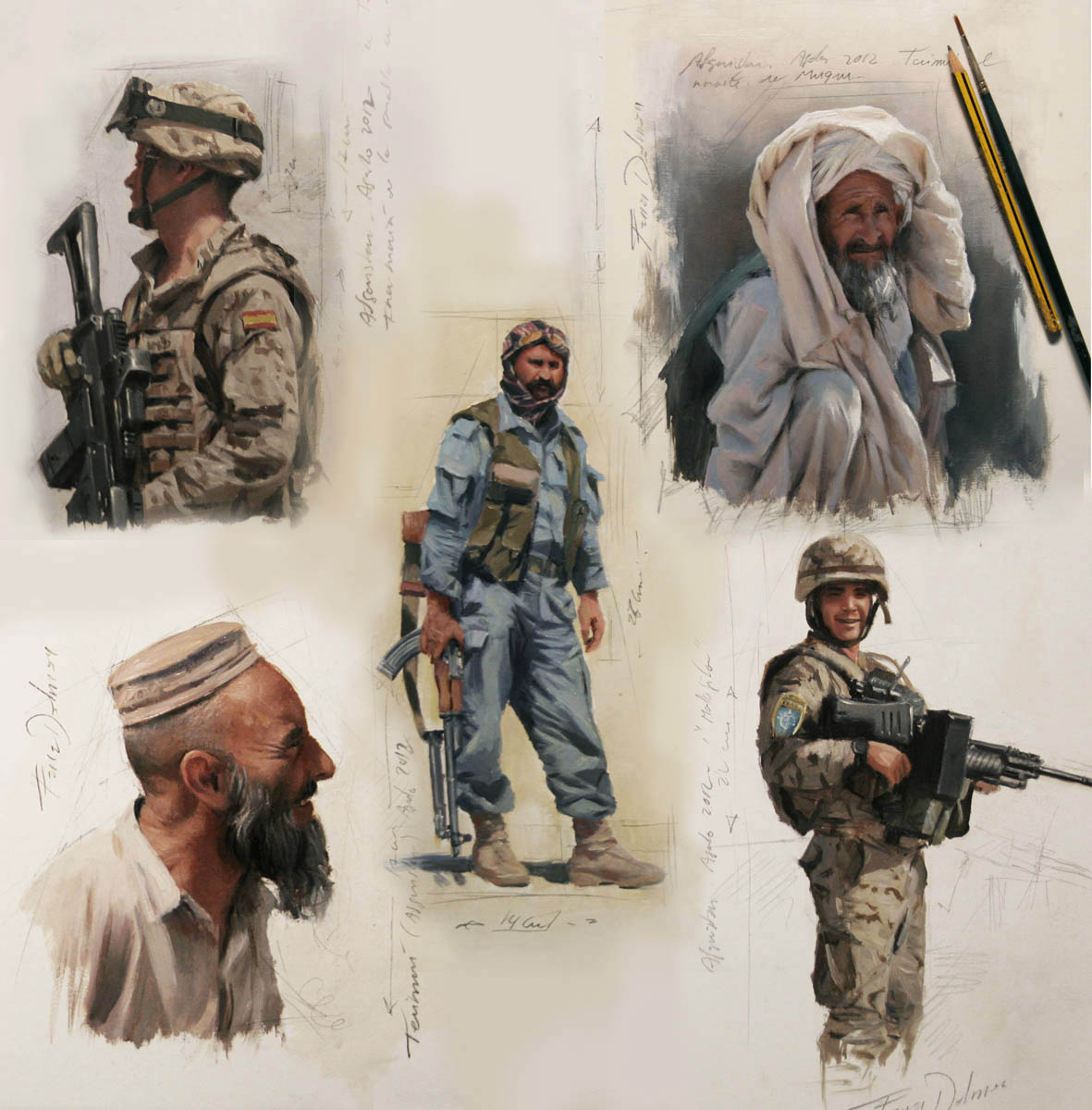
Croquis réalisés en Afghanistan (2012)
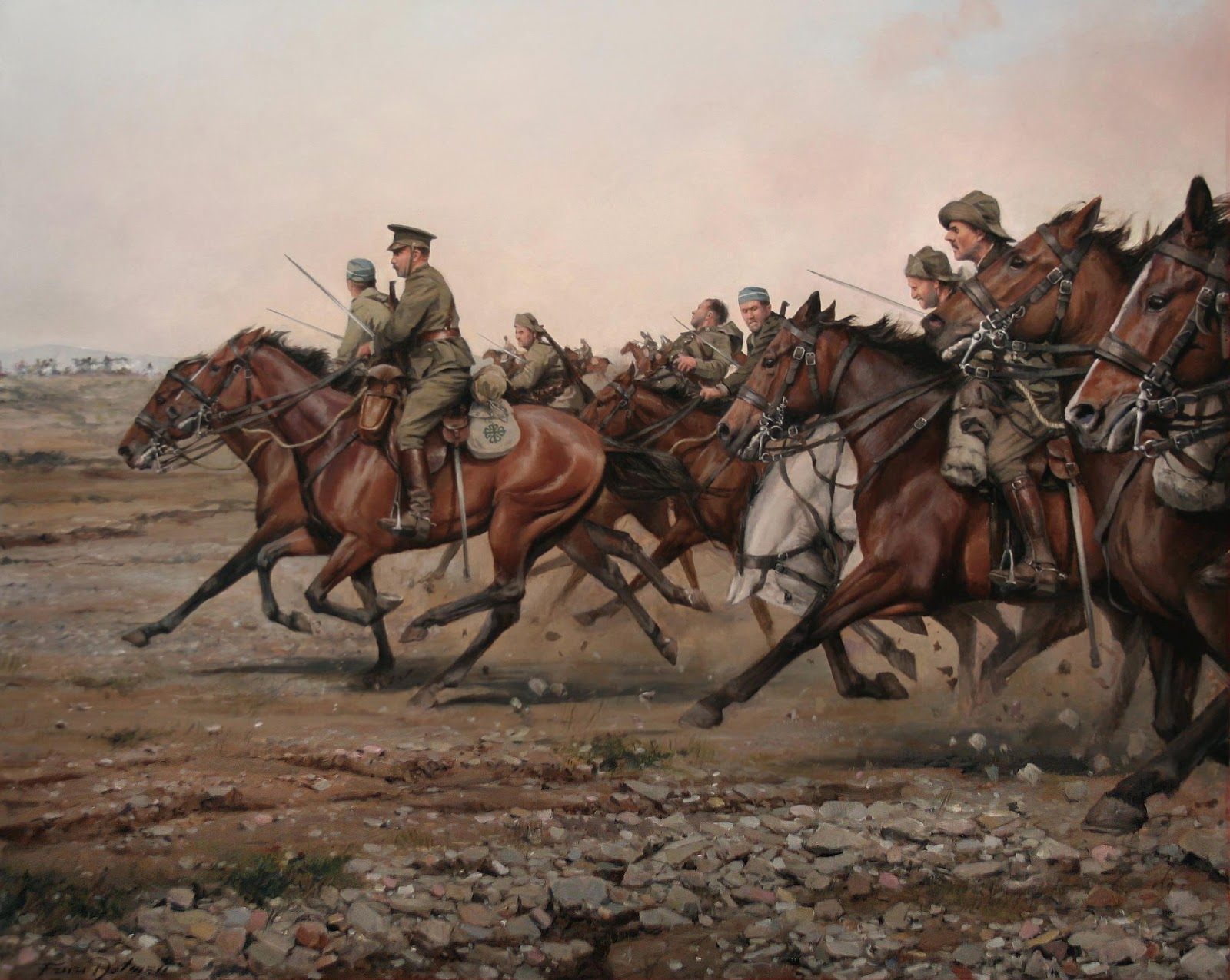
Charge de la rivière Igan reg Alcantara (2013)
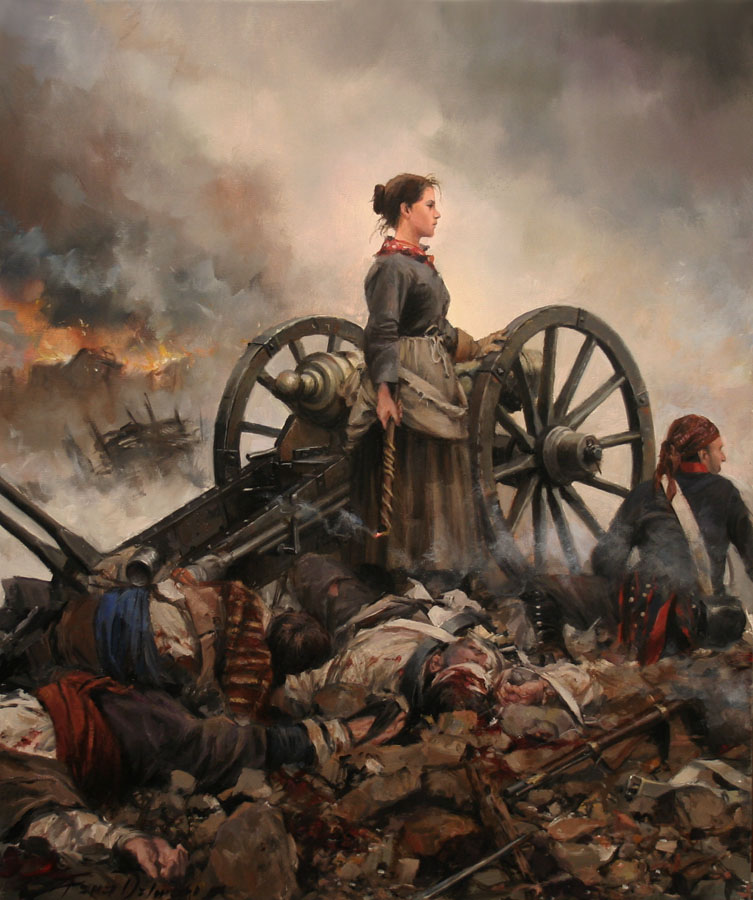
Agustina d'Aragon (2012)

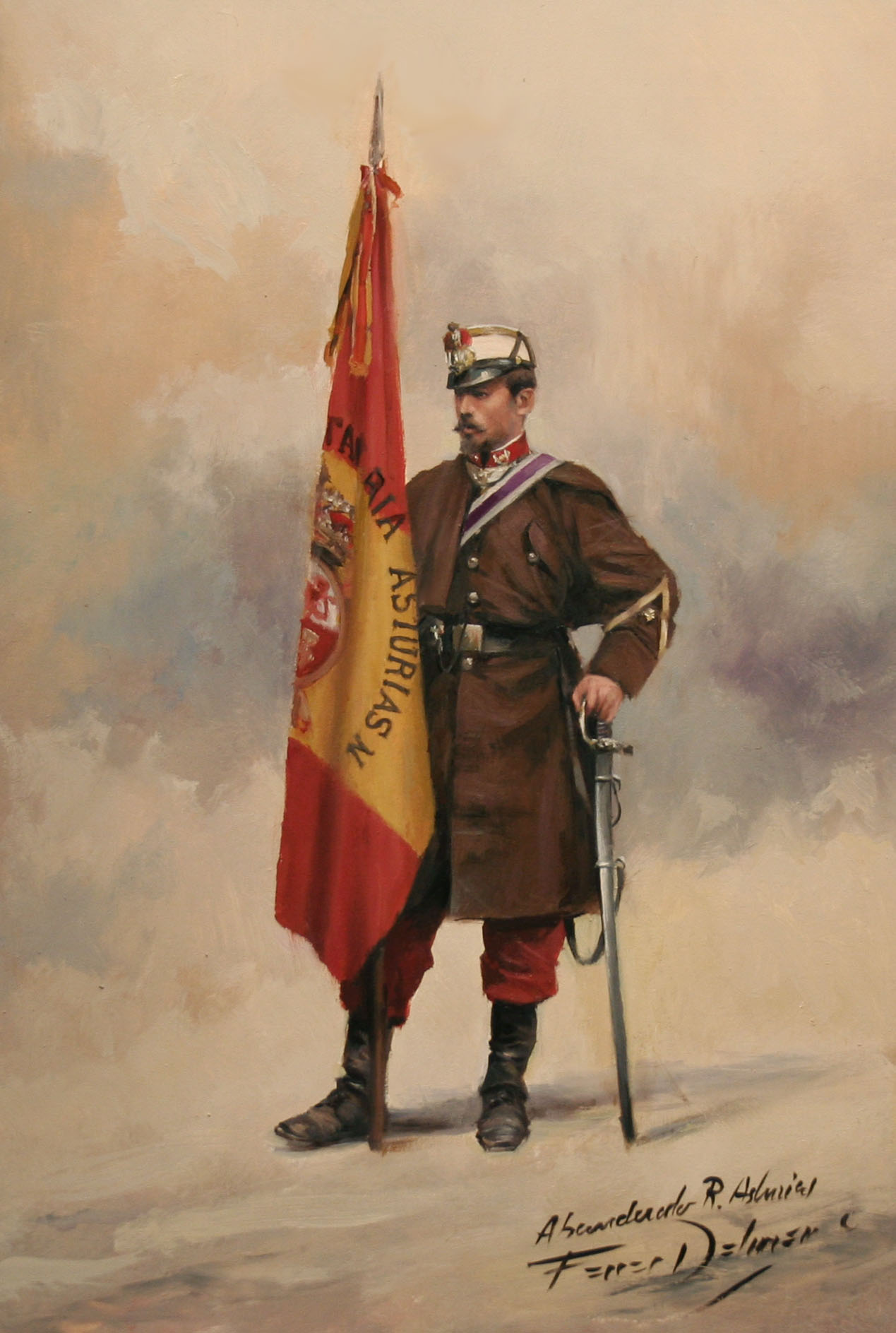
Regimiento Asturias en Africa 1861
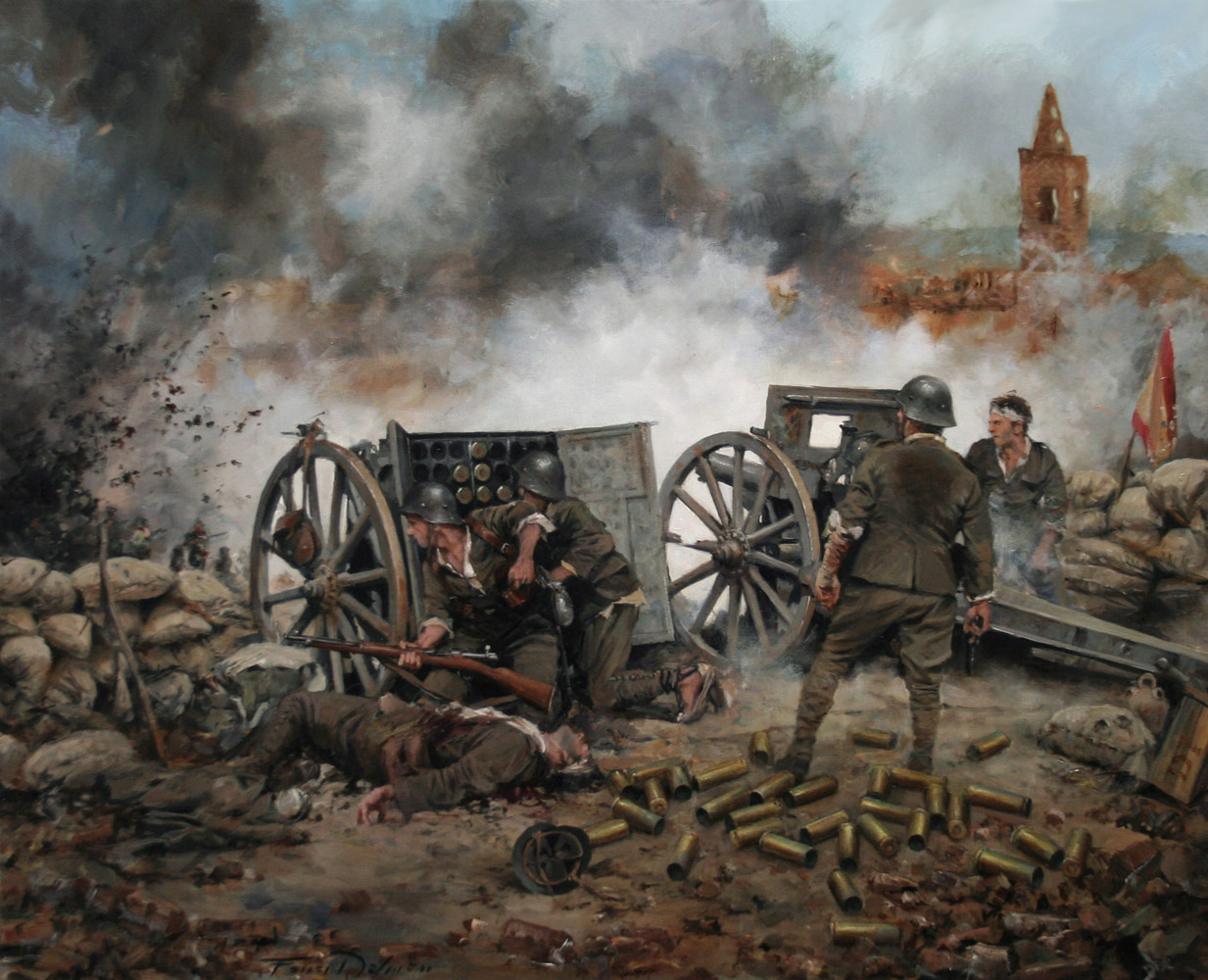
Au pied du canon
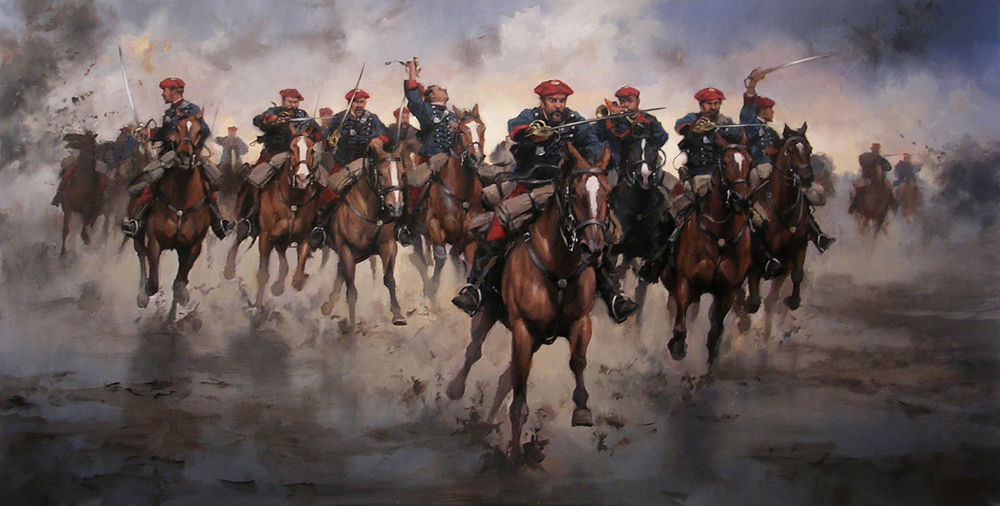
Charge de l'escadron Royal de Charles VII
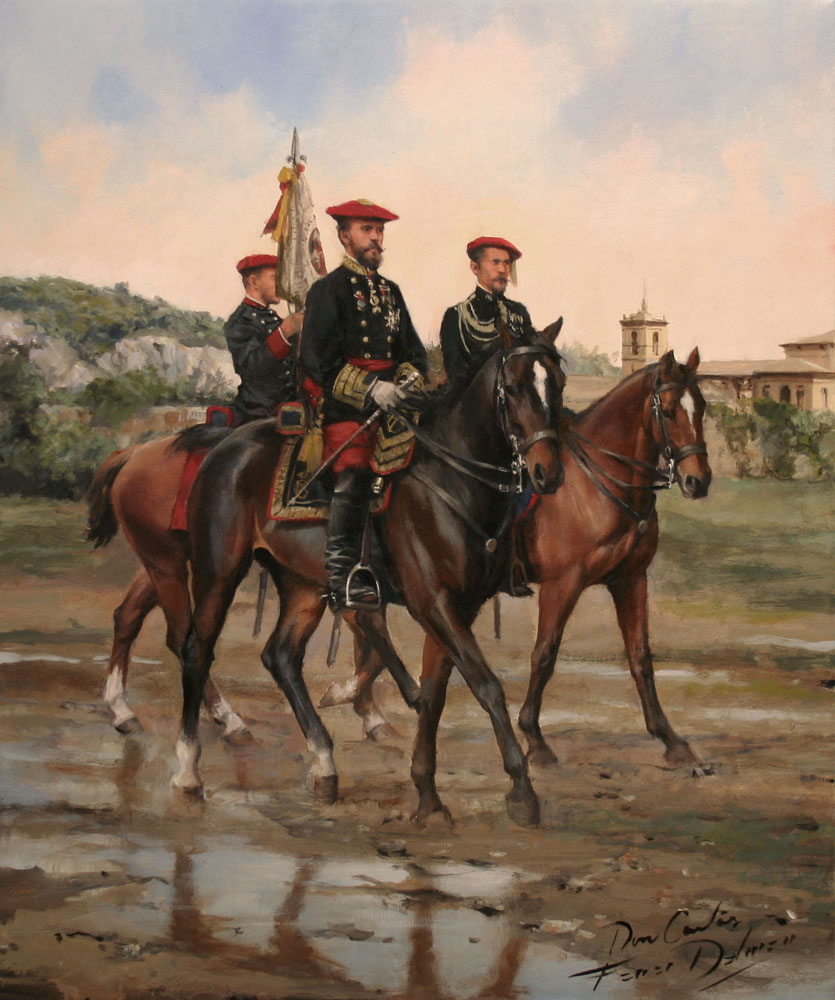
Don Carlos
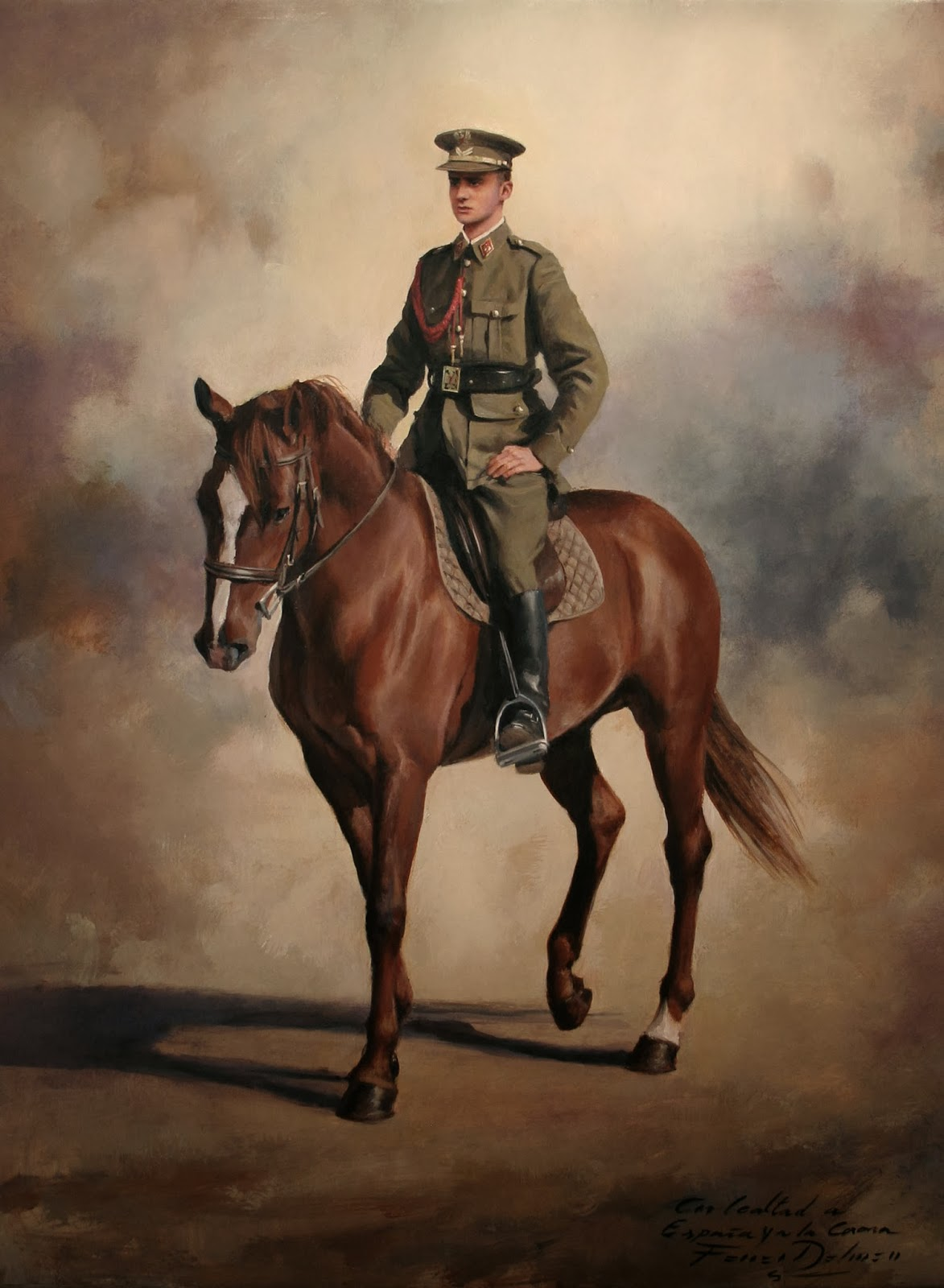
Sa Majesté le roi Don Juan Carlos